# Villa Palauda
La villa Palauda est une villa située à Thuir, en France dans les Pyrénées-Orientales, construite au XIXe siècle. Elle est classée monument historique depuis octobre 2009.

## Histoire
Propriété de la famille Violet, la Villa fut réquisitionnée par les allemands lors de l’Occupation.